# Доротея Дікс
Доротея Лінда Дікс (англ. Dorothea Lynde Dix 4 квітня 1802 — 17 липень 1887) — американська активістка, яка боролася за права людей з психічними розладами. Зусилля Доротеї Дікс у значній мірі сприяли створенню Плану Кіркбрайда — першого покоління психіатричних госпіталів у США. Під час Громадянської війни Дікс була суперінтенданткою медсестер в армії Північних Штатів.